# Арабская круглоголовка
Арабская круглоголовка (лат. Phrynocephalus arabicus) — вид агамовых ящериц рода круглоголовки.

## Внешний вид
Небольшая круглоголовка с длиной тела без хвоста до 5,8 см. Хвост длиннее тела в 1,2 раза. Теменные чешуйки увеличенные. Пальцы на задних лапах с рядами заострённых чешуй. На нижней стороне четвёртого пальца задней ноги каждая чешуйка имеет рёбрышко. Окраска маскирующая. Кончик хвоста чёрный.

## Распространение
Широко распространена от южной Иордании через Аравийский полуостров до Омана и Йемена. Обитает в окрестностях Ахваза в Иране, но не известна в Ираке.

## Образ жизни

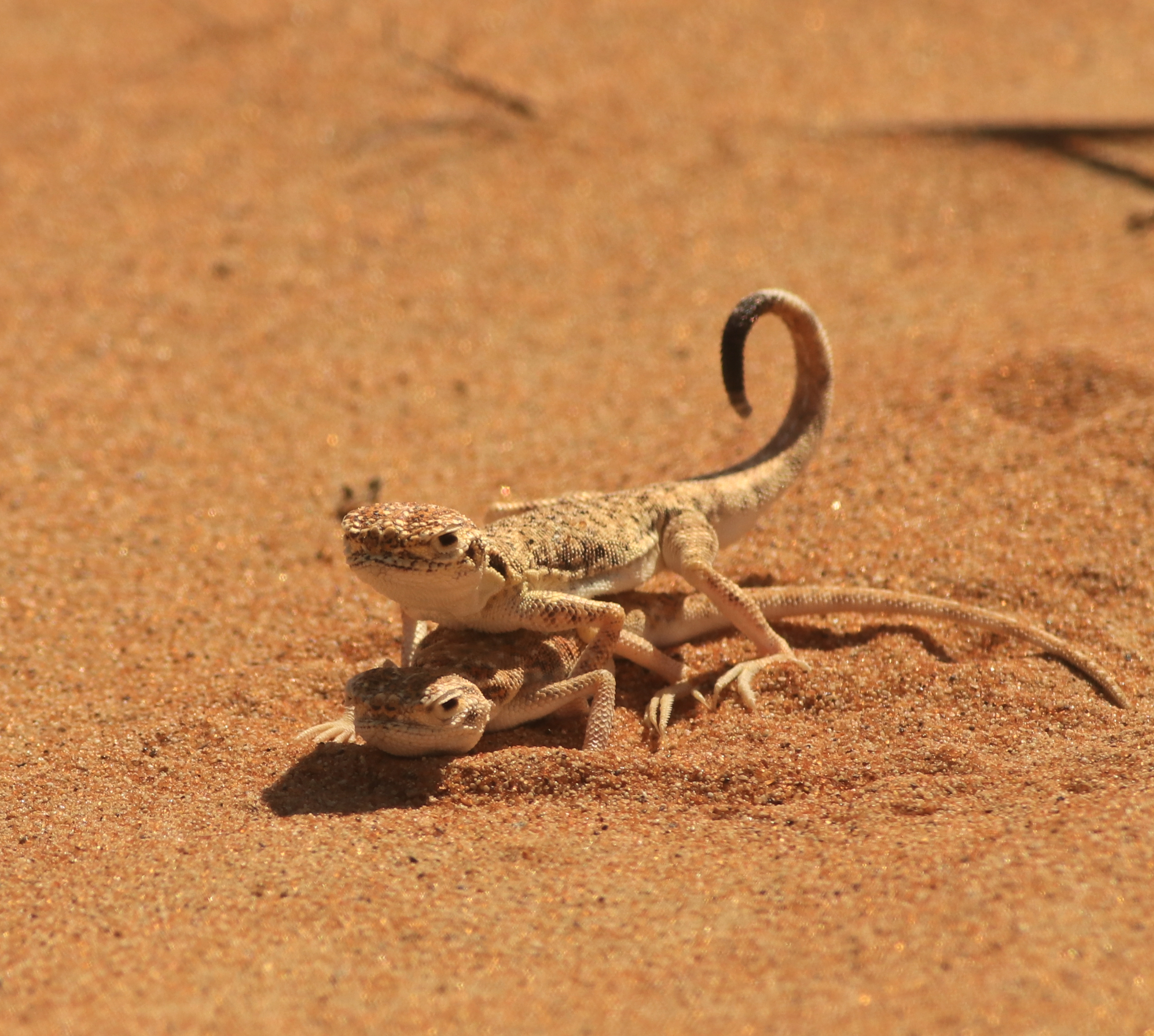
Спаривание

Населяет песчаные дюны и равнины на высоте до 1000 м над уровнем моря. Может обитать и на более плотных субстратах с редкой растительностью. Днём обычно неподвижно стоит на солнце на кончиках пальцев и пятках в ожидании пробегающего мимо насекомого. Быстро бегает. В случае опасности может стремительно зарыться в песок.
Яйцекладущий вид. Самки откладывают 2—3 яйца, зарывая их в песок.

## Природоохранный статус
Международным союзом охраны природы отнесена к «видам, вызывающим наименьшие опасения» на основании широко распространения, высокой численности и отсутствия видимых угроз.